# Palaiseul
Palaiseul es una comuna francesa del departamento de Alto Marne, en la región de Gran Este.

## Demografía
| 76 | 69 | 51 | 52 | 68 | 60 | 52 |
| Para los censos de 1962 a 1999 la población legal corresponde a la población sin duplicidades (Fuente: INSEE [Consultar]) |    |    |    |    |    |    |